# Roberto Bellarosa
Roberto Bellarosa (ur. 23 sierpnia 1994 w Wanze) – belgijski piosenkarz mający włoskimi korzenie.
Zwycięzca pierwszej edycji programu rozrywkowego The Voice Belgique (2012). Reprezentant Belgii w 58. Konkursie Piosenki Eurowizji (2013).

## Kariera muzyczna
Mając 9 lat, został zapisany przez rodziców do szkoły muzycznej. Podczas lekcji śpiewu nauczyciel zauważył jego możliwości wokalne, a rodzice zaczęli wysyłać go na dodatkowe lekcje śpiewu.
W 2011 zgłosił się drogą internetową do udziału w przesłuchaniach do pierwszej edycji programu The Voice Belgique. Zakwalifikował się do tzw. „przesłuchań w ciemno”, podczas których zaśpiewał utwór Jamesa Morrisona „You Give Me Something” i zdobył uznanie trenerów, po czym dołączył do drużyny Quentina Mosimanna. 10 kwietnia 2012, po 16 tygodniach zmagań wygrał w finale programu, zdobywając 57% głosów widzów. W nagrodę podpisał kontrakt z wytwórnią Sony Music, która wydała jego debiutancki mini-album, zawierający dwa single.

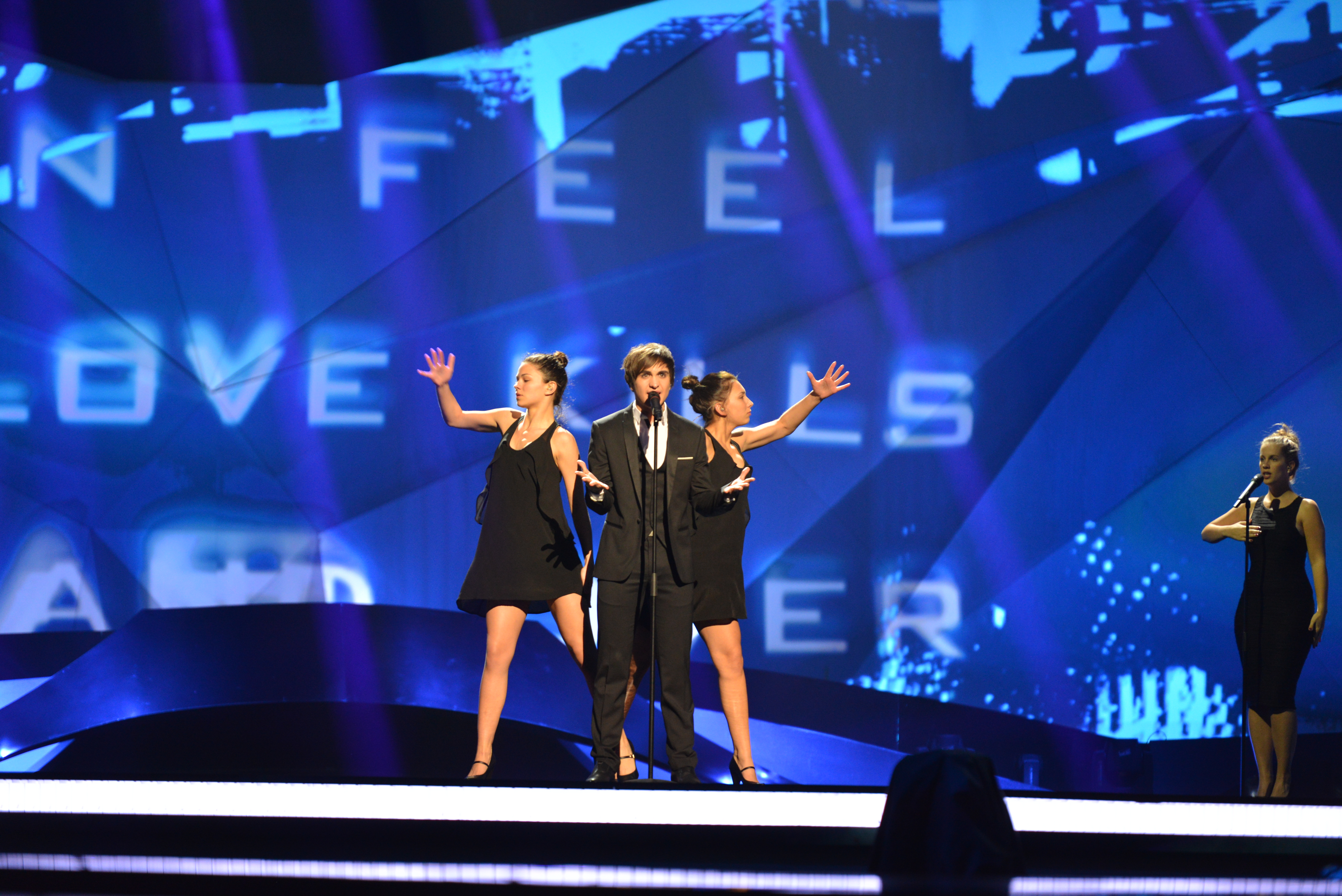
Roberto Bellarosa podczas 58. Konkursu Piosenki Eurowizji w 2013

W 2012 wziął udział w belgijskiej trasie koncertowej The Voice Belgique. 6 lipca wydał debiutancki singiel „Je crois”, który nagrał wspólnie z Quentinem Mosimannem. 21 września wydał debiutancki album studyjny pt. Ma voie. Na drugi singiel wybrał piosenkę „Apprends-moi”. 16 listopada został wybrany wewnętrznie przez belgijskiego nadawcę RTBF na reprezentanta Belgii podczas 58. Konkursu Piosenki Eurowizji odbywającego się w Malmö w maju 2013. 16 grudnia wystąpił w programie, w którym telewidzowie wybrali dla niego konkursową piosenkę spośród trzech propozycji („Be Heroes”, „Reste toi”, „Love Kills”). Decyzją widzów, na konkursie wykonał utwór „Love Kills”. 14 maja wystąpił w pierwszym półfinale Eurowizji i awansował do finału, który odbył się 18 maja. Zdobył w nim 71 punktów, zajmując 12. miejsce.

## Dyskografia

### Albumy studyjne
| Rok  | Dane dot. albumu                                                                          | Najwyższa pozycja na liście |
| Rok  | Dane dot. albumu                                                                          | BEL (WAL)                   |
| ---- | ----------------------------------------------------------------------------------------- | --------------------------- |
| 2012 | Ma voie - Wydany: 21 września 2012 - Wytwórnia: Sony Music - Format: CD, digital download | 11                          |

### Single
| Rok                            | Tytuł               | Najwyższe pozycje na listach | Najwyższe pozycje na listach | Najwyższe pozycje na listach | Album   |
| Rok                            | Tytuł               | BEL (WAL)                    | GER                          | NL                           | Album   |
| ------------------------------ | ------------------- | ---------------------------- | ---------------------------- | ---------------------------- | ------- |
| 2012                           | „Jealous Guy”       | 4                            | –                            | –                            | Ma voie |
| 2012                           | „Je crois”          | 37                           | –                            | –                            | Ma voie |
| 2012                           | „Apprends-moi”      | 19                           | –                            | –                            | Ma voie |
| 2013                           | „Love Kills”        | 6                            | 90                           | 71                           | Ma voie |
| 2013                           | „Suivre mon étoile” | 2                            | –                            | –                            | –       |
| 2014                           | „Agathe”            | 3                            | –                            | –                            | –       |
| „–” pozycja nie była notowana. |                     |                              |                              |                              |         |

### Inne notowane utwory
| Rok  | Tytuł       | Najwyższa pozycja na liście | Album                            |
| Rok  | Tytuł       | BEL (WAL)                   | Album                            |
| ---- | ----------- | --------------------------- | -------------------------------- |
| 2012 | „Apologize” | 3                           | The Voice Belgique - Live Show 1 |